# マリア1世 (ポルトガル女王)

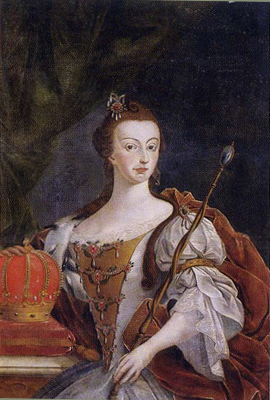
マリア1世

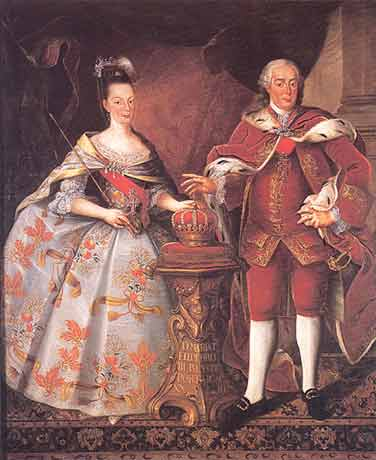
ペドロ3世とマリア1世

マリア1世（ポルトガル語: Maria I, Maria Francisca Isabel Josefa Antónia Gertrudes Rita Joana, 1734年12月17日 - 1816年3月20日）は、ポルトガル王国（ポルトガル・ブラジル及びアルガルヴェ連合王国）女王（在位：1777年 - 1816年）。ジョゼ1世と王妃マリアナ・ヴィトーリアの娘。「敬虔女王」（a Piedosa） と呼ばれる。崩御するまで24年間の長きにわたって完全な狂気に陥り、ブラジルにおいては狂女ドナ・マリア（Dona Maria, a Louca）と呼ばれる。在位中に、宮廷のブラジル移転およびポルトガル・ブラジル及びアルガルヴェ連合王国の成立というポルトガル海上帝国において重大な転換点を迎えた女王であった。

## 治世
ポンバル侯爵のゆきすぎた独裁を是正したが、工業化を継続、道路、運河の開設、鉱山の検査、織物業の技術改良などをおこなった。1740年以降、イギリスを始めとする諸国との貿易収支は黒字であり、1789年に諸国と結んだ通商条約の結果、ポルト産ワイン、ブラジル産砂糖などの輸出が増加した。ブラジルとイギリスの間の中継国として繁栄をきわめていたポルトガルは、1789年のフランス革命勃発で事態が悪化する。

### ナポレオン戦争
1793年、カタルーニャに侵入したフランス革命軍と戦っていたスペイン軍に援軍を派遣した。当初は優勢であったが、のちに敗北が重なると、スペイン王カルロス4世は態度を豹変し、1795年にフランスとバーゼルにおいて和平を結んだ。宰相マヌエル・デ・ゴドイは革命政府にポルトガル占領を提議した。
1801年、第一執政に就任したナポレオン・ボナパルトがスペインと同盟を結んでポルトガル攻略を開始、越境したスペイン軍がアレンテージョ全域を占領した。ポルトガルはフランスとの講和の道を探ったが、オリヴェンサの譲渡、ブラジル北部割譲、250万フランの支払い、ポルトガル国内の港のイギリス船への封鎖という条件は、1805年のトラファルガーの戦い以後、海運貿易ルートのイギリス依存を強めるポルトガルが受諾できるものでは到底なかった。

### ブラジルへの宮廷の移転
1806年、ナポレオンの大陸封鎖令が発令されるが、ポルトガルはこれに従わなかった。ナポレオンはスペインと密約を結び、ポルトガルを3分割して、1つを宰相ゴドイの王国とすることに同意した。1807年11月、ジュノー将軍の軍勢がポルトガルに侵入する。摂政ジョアンはイギリス国王ジョージ3世と密約を結んでいたため、王家の乗ったポルトガル艦隊はイギリス艦隊に護られてブラジルへ避難した。多数の貴族や裕福な商人たちも加わり、合計1万人が王室とともに脱出した。
1816年、マリア1世はリオ・デ・ジャネイロで崩御し、市内のサン・フランシスコ・デ・パウラ教会に埋葬された。ポルトガル王家の本国帰還後、棺が移送され、現在は自らが建てたエストレラ大聖堂に埋葬されている。

## 人物
1760年6月、父の弟ペドロと結婚する。即位後7年の間に母、夫、長男ジョゼ王子を相次いで失う不幸に見舞われた。晩年精神に異常をきたし、1792年以降は四男ジョアン王子が摂政となった。精神疾患の治療には英国王ジョージ3世（ポルフィリン症を患っていた）の医師だったフランシス・ウィリスがあたったが、マリア1世は回復しなかった。

## 子供
- ジョゼ（1761年 - 1788年）　ベイラ公、ブラジル公およびブラガンサ公
- ジョアン（1762年）
- ジョアン・フランシスコ（1763年）
- ジョアン・マリア（1767年 - 1826年）
- マリア・アナ・ヴィトリア（1768年 - 1788年）　スペイン王子ガブリエル妃
- マリア・クレメンティナ（1774年 - 1776年）
- マリア・イサベル（1776年 - 1777年）

## エピソード
王宮から馬車でテージョ河港へ急ぐ際、状況を理解できないマリア1世はどこへ行くのかわからず、「そんなに急いではいけない。国民は、私たちが逃げようとしていると思うでしょう。」と言ったという。